# Heike Kahlert
Heike Kahlert (* 1962 in Hameln) ist eine deutsche Soziologin. Ihr Forschungsschwerpunkt ist Frauen- und Geschlechterforschung.

## Wissenschaftlicher Werdegang
Heike Kahlert studierte Soziologie, Volkswirtschaft, Psychologie und Neuere Deutsche Literaturwissenschaft an der Universität Hamburg. 1995 wurde sie mit einer Arbeit zur Theorie und Politik der Geschlechterdifferenz in Bielefeld promoviert. Ihre Habilitation mit einer Schrift zu soziologischen Analysen des demographischen Wandels und ihre Venia Legendi für Soziologie erhielt sie von der Universität Hildesheim.
Von 2001 bis 2011 arbeitete Heike Kahlert als wissenschaftliche Assistentin und Projektleiterin am Lehrstuhl für Makrosoziologie in Rostock. Zugleich war sie 2007 Gastprofessorin am Institut für Politische Wissenschaft und Soziologie an der Paris-Lodron-Universität in Salzburg und hatte 2008/2009 eine Maria-Goeppert-Mayer-Gastprofessur für internationale Frauen- und Geschlechterforschung in Hildesheim. 2011 war sie Gastprofessorin am Centre of Gender Excellence der Universitäten Örebro und Linköping (Schweden), wo sie das Forschungsprojekt The Paradox of Gender Equality. A Case Study on Cooling Out in Career Planning of Young Academics in Changing Scientific Organisations leitete.
Vom Sommersemester 2011 bis zum Sommersemester 2013 vertrat Heike Kahlert die Professur für Soziologie mit dem Schwerpunkt „Soziale Entwicklungen und Strukturen“ (ehemals Ulrich Beck) an der LMU München. Seit August 2014 hat sie den Lehrstuhl für Soziologie/Soziale Ungleichheit und Geschlecht an der Fakultät für Sozialwissenschaft der Ruhr-Universität Bochum inne.
Sie ist seit 2012 assoziiertes Mitglied (affiliated member) des Center for Feminist Social Studies der Universität Örebro in Schweden.
Heike Kahlert ist Mitbegründerin der Zeitschrift Gender und Mitherausgeberin der Reihe Forum Frauen- und Geschlechterforschung der Deutschen Gesellschaft für Soziologie.

## Schriften (Auswahl)

### Monografien
- Weibliche Subjektivität. Geschlechterdifferenz und Demokratie in der Diskussion. Campus, Frankfurt am Main u. a. 1996, ISBN 3-593-35606-6.
- Gender Mainstreaming an Hochschulen. Anleitung zum qualitätsbewussten Handeln (= Politik und Geschlecht. 12). Leske + Budrich, Opladen 2003, ISBN 3-8100-3824-5.
- Generativität und Geschlecht in alternden Wohlfahrtsgesellschaften. Soziologische Analysen zum „Problem“ des demographischen Wandels. (= Geschlecht und Gesellschaft. 50). VS Verlag für Sozialwissenschaften, Wiesbaden 2011, ISBN 978-3-531-18181-3.
- Riskante Karrieren. Wissenschaftlicher Nachwuchs im Spiegel der Forschung (= Wissenschaftskarrieren. 1). Budrich, Opladen u. a. 2013, ISBN 978-3-86649-397-1.

### Herausgeberschaft und Ko-Autorin
- und Ko-Autorin: Feministische Soziologie. Eine Einführung (= Reihe Campus. 1063). Campus Frankfurt am Main u. a. 1992, ISBN 3-593-34714-8 (2., erweiterte und überarbeitete Neuausgabe. (= Reihe Campus. 1092). ebenda 1997, ISBN 3-593-35706-2).
- mit Claudia Lenz: Die Neubestimmung des Politischen. Denkbewegungen im Dialog mit Hannah Arendt. Ulrike Helmer, Königstein/Taunus 2001, ISBN 3-89741-078-8.
- mit Claudia Kajatin: Arbeit und Vernetzung im Informationszeitalter. Wie neue Technologien die Geschlechterverhältnisse verändern (= Reihe „Politik der Geschlechterverhältnisse“ Bd. 26). Campus, Frankfurt am Main u. a. 2004, ISBN 3-593-37609-1.
- mit Barbara Thiessen und Ines Weller: Quer denken – Strukturen verändern. Gender Studies zwischen Disziplinen  (= Studien interdisziplinäre Geschlechterforschung. Bd. 12). VS – Verlag für Sozialwissenschaften, Wiesbaden 2005, ISBN 3-531-14522-3.
- mit Peter A. Berger: Institutionalisierte Ungleichheiten. Wie das Bildungswesen Chancen blockiert. Juventa, Weinheim u. a. 2005, ISBN 3-7799-1583-9 (Mehrere Auflagen).
- mit Peter A. Berger: Der demographische Wandel. Chancen für die Neuordnung der Geschlechterverhältnisse (= Reihe „Politik der Geschlechterverhältnisse“ Bd. 32). Campus, Frankfurt am Main u. a. 2006, ISBN 3-593-38194-X.
- als Herausgeberin mit Hella Ehlers, Gabriele Linke, Dorit Raffel, Beate Rudlof und Heike Trappe: Geschlechterdifferenz – und kein Ende? Sozial- und geisteswissenschaftliche Beiträge zur Genderforschung (= Gender-Diskussion. 8). Lit, Berlin u. a. 2009, ISBN 978-3-8258-1647-6.
- mit Waltraud Ernst: Reframing Demographic Change in Europe. Perspectives on Gender and Welfare State Transformations (= Focus gender. 11). Lit, Berlin u. a. 2010, ISBN 978-3-643-10411-3.
- mit Christine Weinbach: Zeitgenössische Gesellschaftstheorien und Genderforschung. Einladung zum Dialog. Springer VS, Wiesbaden 2012, ISBN 978-3-531-17486-0.
- mit Sandra Beaufaÿs und Anita Engels: Einfach Spitze? Neue Geschlechterperspektiven auf Karrieren in der Wissenschaft. Campus, Frankfurt am Main u. a. 2012, ISBN 978-3-593-39596-8.[2]

### Lexikon-Beiträge und Aufsätze
- Zweierlei Soziologien? Zum Verhältnis von feministischer und traditioneller Wissenschaft, anläßlich einer Tagung über Norbert Elias. In: Soziologie. Heft 3, 1995, ISSN 0340-918X, S. 23–31.
- Androzentrik/Androzentrismus. Interdisziplinarität. Rationalität. Wissen/Wissenschaft. Wissenschaft, feministische. In: Renate Kroll (Hrsg.): Metzler Lexikon. Gender Studies. Geschlechterforschung. Ansätze – Personen – Grundbegriffe. J. B. Metzler, Stuttgart u. a. 2002, ISBN 3-476-01817-2.
- Der ökonomische Charme der Gleichstellung in der Neuausrichtung der deutschen Familienpolitik. In: Rita Casale, Edgar Forster (Hrsg.): Ungleiche Geschlechtergleichheit. Geschlechterpolitik und Theorien des Humankapitals (= Jahrbuch Frauen- und Geschlechterforschung in der Erziehungswissenschaft. Bd. 7). Barbara Budrich, Opladen u. a. 2011, ISBN 978-3-86649-359-9, S. 143–156, (online).
- „Man is Prof oder nichts, Turnschuh oder Lackschuh, dazwischen gibt’s nix.“– Karrierehandeln des wissenschaftlichen Nachwuchses im Fächer und Geschlechtervergleich. In: Politikwissenschaft. Rundbrief der Deutschen Vereinigung für Politische Wissenschaft. Nr. 144, Frühjahr 2011, ZDB-ID 1496927-0, S. 143–151.